# Personalchef
En personalchef är ofta en stabsfunktion på medelstora och större företag. Personalchefen förestår ofta en särskild personalavdelning.
En personalchef har ofta under verkställande direktören/företagsledningen ansvar för
- löner,
- pensioner,
- arbetsmarknadsförsäkringar,
- rekrytering,
- anställningsavtal,
- personalutbildning,
- uppsägningar/avskedanden,
- relationer och förhandlingar med arbetstagarorganisationer,
- interna arbetsrättsfrågor,
- personalpolicy och
- arbetsmiljöpolicy.

## Varianter
På vissa större företag kan begreppet personaldirektör användas. Det har på senare år blivit på modet att använda begreppet human resources, förkortat HR; idag förekommer således att personalchefer istället benämns HR-chef.